# Natalia Partyka
Natalia Dorota Partyka (Danzica, 27 luglio 1989) è una tennistavolista polacca.

## Carriera
Priva dalla nascita dell'avambraccio destro, si è distinta nelle competizioni di tennis tavolo, arrivando a vincere la medaglia d'oro nel torneo individuale e quella d'argento nel torneo a squadre alle Paralimpiadi di Atene nel 2004 e di Pechino nel 2008. Ha anche partecipato alle Olimpiadi di Pechino del 2008 e a quelle di Londra del 2012, gareggiando con le atlete normodotate. Per i suoi risultati sportivi nel 2008 è stata insignita del titolo di cavaliere dell'ordine di Polonia Restituta, un'alta onorificenza pubblica polacca.